# Il Riformista
Il Nuovo Riformista (plus connu comme Il Riformista) est un quotidien italien qui s'occupe avant tout de politique, ayant son siège à Rome.

## Historique
Inspiré par Claudio Velardi (it), ex-conseiller politique de Massimo D'Alema, Il Riformista est fondé le 23 octobre 2002 par Antonio Polito (it). Il est géré par une société coopérative, les « Edizioni Riformiste » qui s'inspire du social-libéralisme.
Initialement le journal est composé de quatre pages d'analyses et de commentaires orange, axées sur la politique et l'économie. Puis il passe à huit pages et développe des articles consacrés au domaine de l'actualité, s'imposant rapidement sur la scène éditoriale nationale comme l'un des principaux quotidiens d'opinion.
En 2007, sa diffusion moyenne était de 27 000 exemplaires par numéro. Depuis fin 2008, il est édité sur un format berlinois de 32 pages.
Le 30 décembre 2010, le directeur et fondateur, Antonio Polito, laisse le journal. À compter du 1er mai 2011, le nouveau directeur est Emanuele Macaluso.
Le 5 juillet 2019, le groupe Tosinvest cède la propriété du quotidien à l'entrepreneur Alfredo Romeo, qui annonce la réouverture du journal et la nomination de Piero Sansonetti (ex directeur de Liberazione, L'Ora della Calabria, Cronache del Garantista, Il Dubbio et de la revue Gli Altri) comme nouveau directeur. Le journal paraît le 29 octobre 2019,,,.
Le 5 avril 2023, Sansonetti laisse la direction du quotidien pour assumer celle de l'Unità, et la charge de directeur éditorial de Il Riformista passe au sénateur Matteo Renzi, leader d'Italia Viva. Andrea Ruggieri devient directeur responsable, ex député de Forza Italia,.